# Brauron

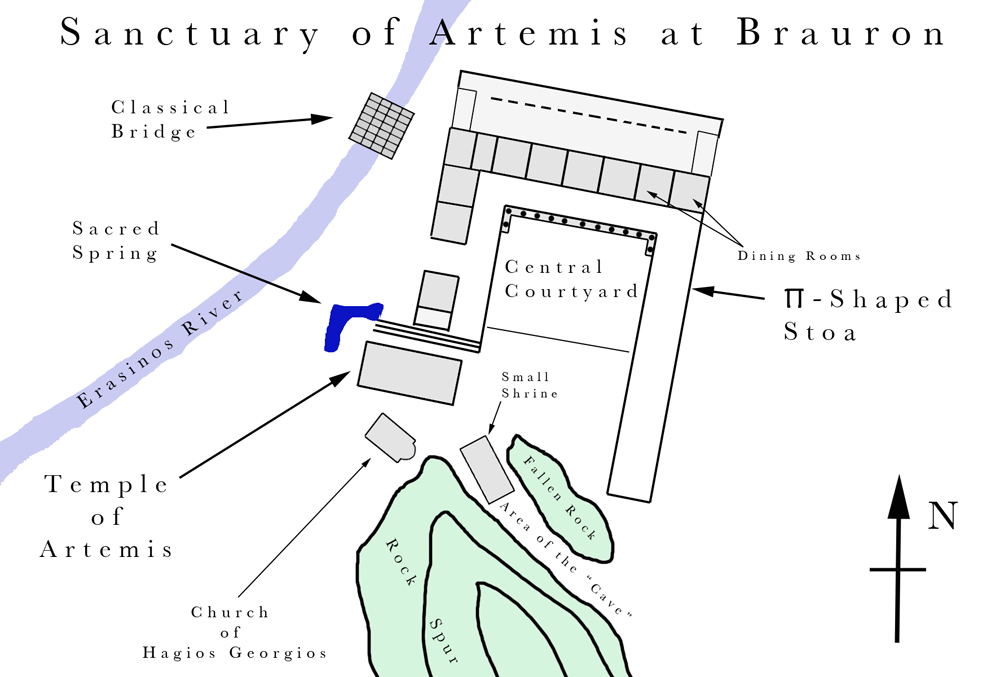
Plan des Heiligtums von Brauron um 400 v. Chr.

Brauron (altgriechisch Βραυρών) ist eine antike Kultstätte der Artemis an der Ostküste Attikas, etwa auf der Höhe von Athen.

## Geschichte
Der Ort war seit der Jungsteinzeit (3500 v. Chr.) besiedelt, seine Bedeutung in vorgeschichtlicher Zeit war wohl vor allem durch seinen Naturhafen und die günstige Lage zu den Kykladen und Kleinasien bedingt. Ein weiterer Aufstieg des Ortes ist bis in mykenische Zeit (ca. 1600–1100 v. Chr.) nachzuweisen, danach wurde er aus unbekannten Gründen möglicherweise sogar verlassen. Zweihundert Jahre später wurde er wiederbelebt, weitere 200 Jahre später (700 v. Chr.) beginnt die Blütezeit des Heiligtums, die um 300 v. Chr. nach einer Überschwemmung endet.
Etwa 600 v. Chr. wurde der spätere Athener Tyrann Peisistratos in Brauron auf dem Landgut seines Vaters Hippokrates geboren und kehrte später mindestens einmal nach missglückter Machtübernahme in Athen kurzzeitig nach Brauron zurück.
Nach der lokalen Tradition galt Brauron als der Ort, an dem sich die Flotte der Griechen zum Auslaufen nach Troja versammelt hat und an dem Iphigenie geopfert wurde (vgl. Trojanischer Krieg).

## Gebäude im Heiligtum

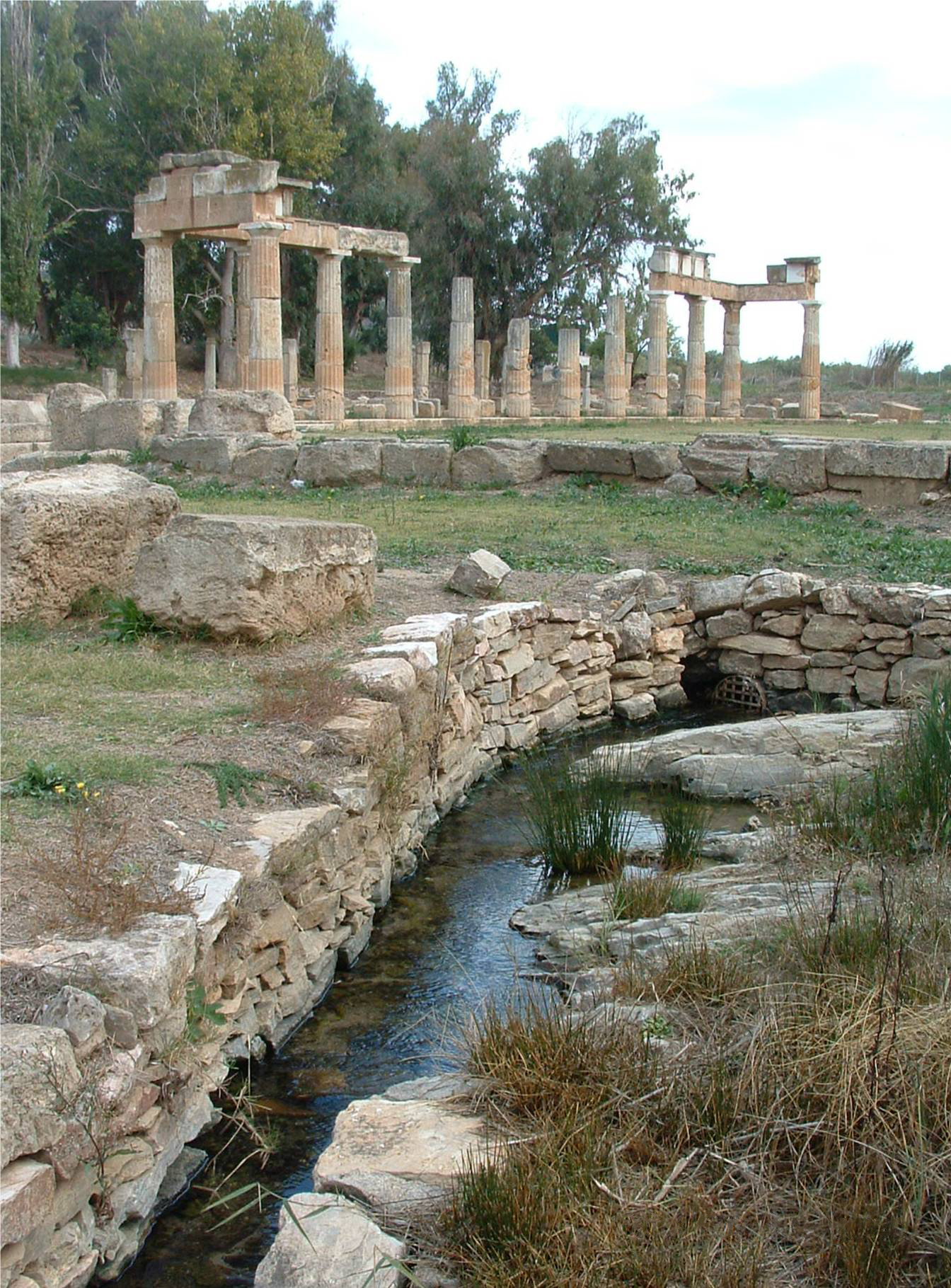
Stoa des Artemisheiligtums
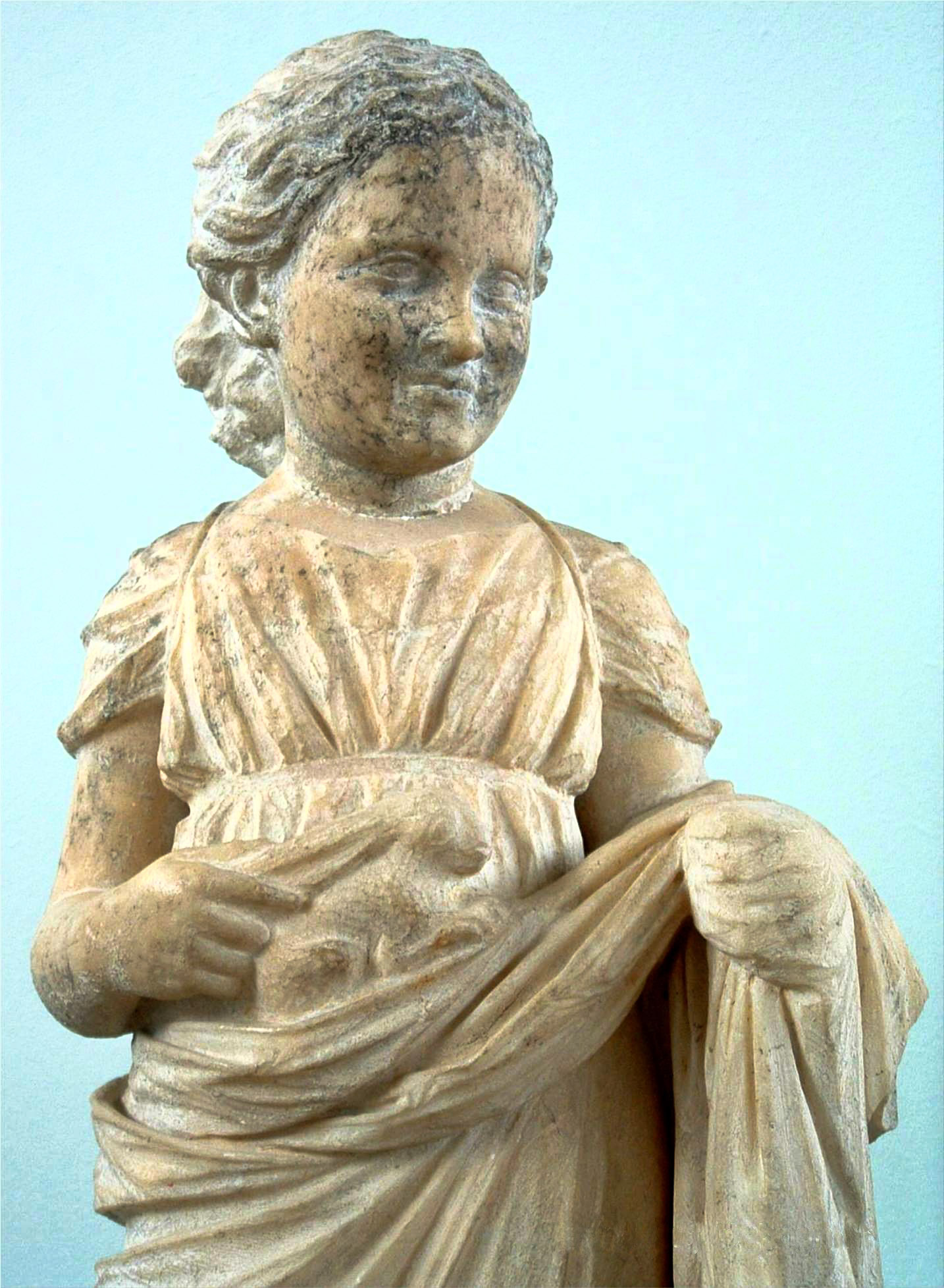
Mädchenstatue (arktos) mit Kaninchen. 4. Jh. v. Chr.
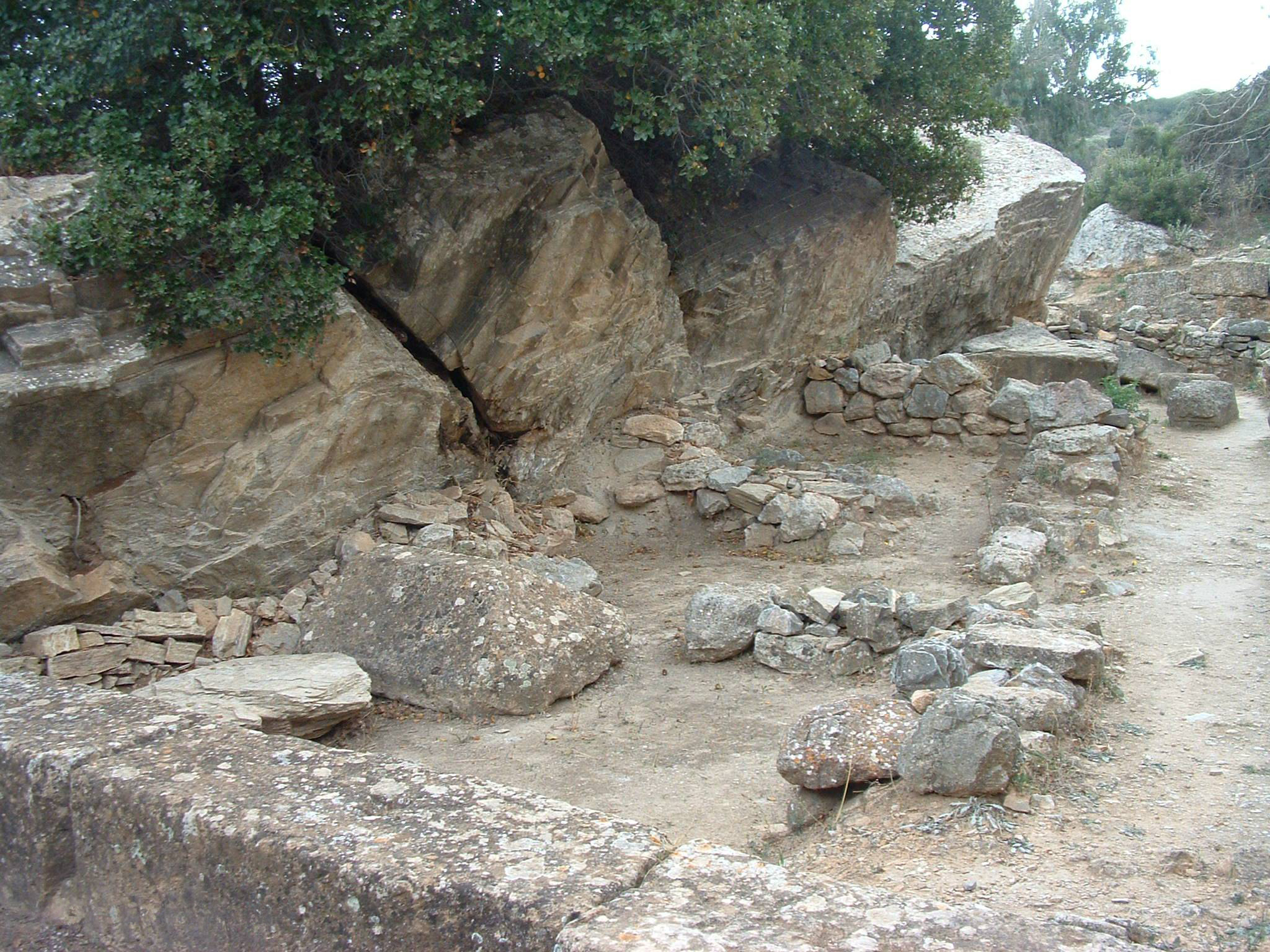
Das alte Brauron
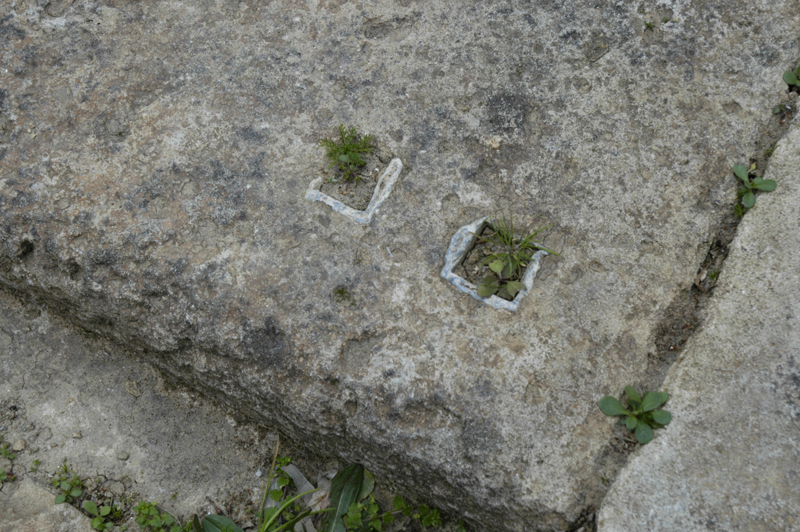
Einlassung für Klinen

Der dorische Tempel bedeckte eine Fläche von 19,20 × 10,35 m und war das höchstgelegene Gebäude. Von dem Bau sind nur die Fundamente erhalten. Reste eines älteren Tempels wurden aufgrund von antiken Felsabarbeitungen auf der Terrasse vermutet, auf der sich heute die kleine Kapelle des Heiligen Georg befindet. Der für den Kult erforderliche Altar wurde im Areal östlich des jüngeren Tempels vermutet, konnte archäologisch jedoch nicht nachgewiesen werden.
Größtes Gebäude des Heiligtums ist die ca. 60 × 80 m messende sogenannte „Stoa der Arktoi“ oder „Bärinnenhalle“, die die Form des Buchstaben Pi hat. An der Rückseite der Hallen lagen im Westen und Norden Räume von zumeist quadratischem Grundriss. Nach Einlassungen im Fußboden der Räume wiesen diese ursprünglich eine Ausstattung mit insgesamt 99 hölzernen Klinen (Speisesofas) auf. Der Bau diente demzufolge für die Unterbringung von Bankettgesellschaften für das an das rituelle Opfer anschließende Gelage. In der Nordhalle wurden zudem im Eingangsbereich der Räume zahlreiche Statuen von Mädchen und Knaben im Alter von zehn bis zwölf Jahren gefunden. Ein an der Nordseite des Hallenbaus anschließender, schmaler Hof diente vermutlich zur Aufbewahrung von Gewändern, denen als Weihgabe eine große Bedeutung zukam.
Der Bau wurde nicht fertiggestellt: Die im Osten und Westen gelegenen Säulenhallen kamen nicht zur Ausführung. Da der Hallenbau aufgrund der Formgebung seiner Kapitelle in das ausgehende 5. Jahrhundert v. Chr. datiert wird, wurde vermutet, dass der Abbruch der Bauarbeiten mit Athens Niederlage im Peloponnesischen Krieg 404 v. Chr. einherging.
Im Heiligtum wurde ferner das Grab der Iphigenie gezeigt, die von Tauris nach Brauron zurückgekehrt war. Dieses wurde von den Ausgräbern im Bereich einer kollabierten Grotte vermutet, die verschiedene antike Einbauten aufweist. Iphigenie wurde mit Hekate verbunden. Dieser wurden die Gewänder der Frauen, die bei der Geburt starben, dargebracht; der Göttin Artemis hingegen die Gewänder der Frauen, deren Geburt glücklich verlief.
Weitere Gebäude, die dem Heiligtum zugehörig waren, sind aus einer Inschrift des 4. Jahrhunderts v. Chr. bekannt, darunter ein Gymnasion, ein als Amphipoleion bezeichnetes Gebäude sowie Stallungen. Die Identifikation dieser Bauten mit dem durch Ausgrabungen bekannten Baubestand ist unwahrscheinlich, vermutlich befanden sich die Einrichtungen abseits des zentralen Heiligtumsareals.

## Feste
In Brauron verbrachten adlige Mädchen einige Zeit als arktoi („Bärinnen“), u. a. mit Tanz, Wettläufen und der Webkunst. Sie wurden hier auf ihre Rolle als erwachsene Frauen vorbereitet. Aus dem 4. Jahrhundert ist ein Beschluss aus Athen bekannt, demzufolge alle Mädchen arktoi in Brauron sein mussten. Arkteia war der Name eines Initiationsrituals für Mädchen vor der Pubertät, an dem die arktoi teilnahmen. Außerdem waren sie verpflichtet, an den Brauronien, die alle vier Jahre stattfanden, teilzunehmen. Die Mädchen blieben im Dienst der Göttin, bis sie das Heiratsalter erreichten.
Die Brauronia waren ein großes Fest mit musikalischen und reiterlichen Wettkämpfen. Um den vor dem Tempel stehenden Altar fanden Kulttänze der Mädchen statt, wie es Tonkraterisken aus dem 5. Jahrhundert zeigen. Es wurde auch die heilige Jagd der Artemis als Mysterienspiel aufgeführt. Die Weihereliefs zeigen Artemis als die alte „Herrin der Tiere“, die vorgeschichtliche, weibliche Gottheit der Natur, der Fruchtbarkeit, des Lebens und des Todes. Geopfert wurden in der Regel Stiere.
Kleinere, lokale Feste wurden jedes Jahr gefeiert. Zu den großen Brauronia setzte sich ein großer, geräuschvoller Festzug vom Brauronion auf der Akropolis in Athen in Bewegung.